# Big King

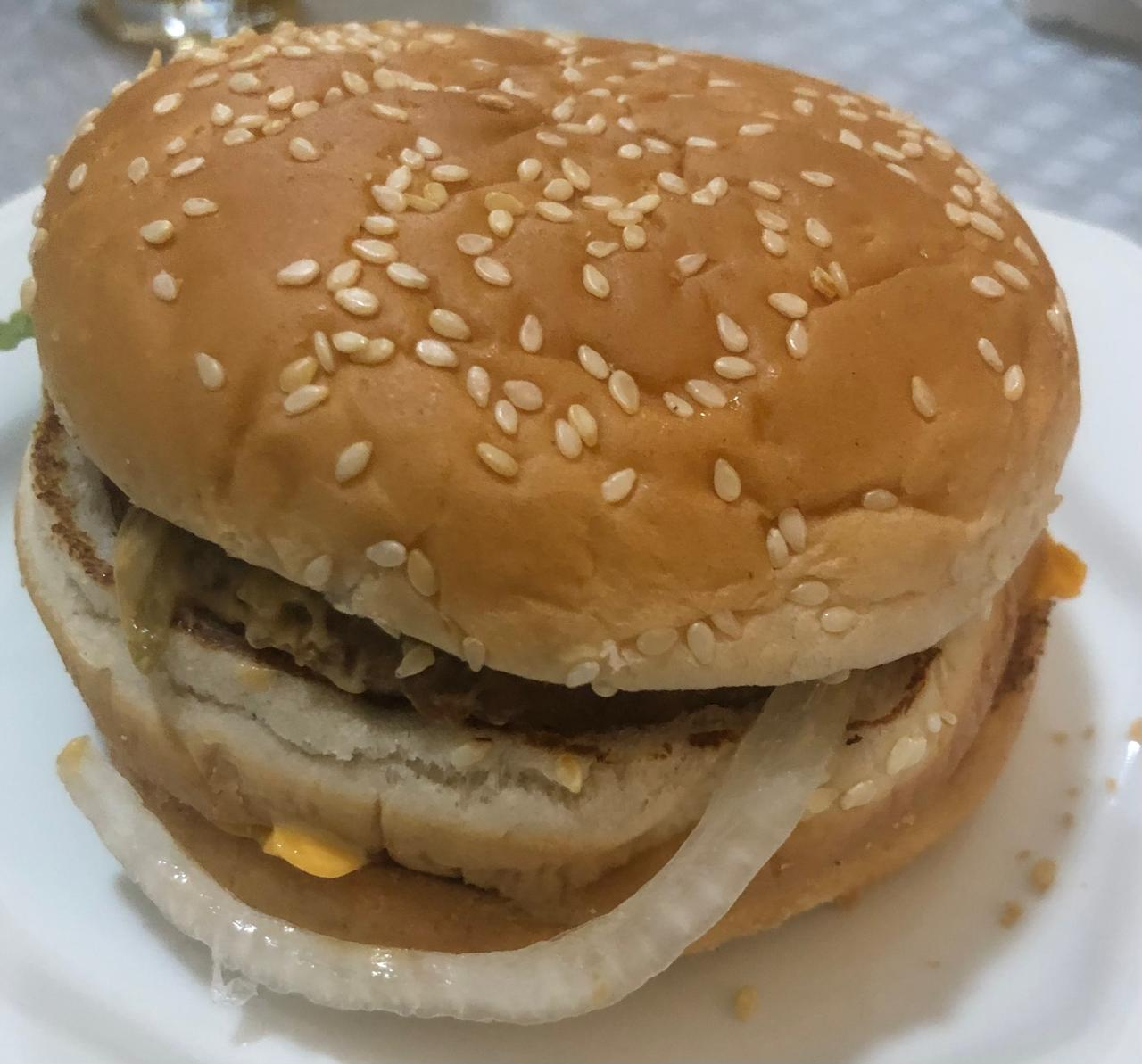
Big King do Burger King

O Big King é um hambúrguer vendido por Burger King. Durante sua fase de testes em 1996-1997, foi originalmente chamado de Double Supreme e foi feito de forma semelhante ao Big Mac do McDonald's, incluindo um rolo de três peças. Posteriormente, foi reformulado como um hambúrguer duplo mais padrão durante a última parte dos testes do produto em 1997. Recebeu o nome "Big King" quando o produto foi formalmente lançado em setembro de 1997, mas manteve o formato mais convencional de cheeseburger duplo.
O produto teve seu nome mudado para King Supreme em 2001, quando foi reformulado como parte de uma reformulação do cardápio durante um período de declínio corporativo. Uma reformulação posterior eliminou o King Supreme por conta de sua nova linha de sanduíches BK Stacker. Pouco depois, quando a linha BK Stacker foi parada no norte da América, o Big King voltou no final de 2013.
Apesar de estar fora do cardápio nos Estados Unidos tem muitos anos, o produto ainda era vendido em outros países com vários nomes diferentes durante o período em que ficou fora do cardápio nos Estados Unidos. Uma amostra vendida na Europa é uma outra versão maior do hambúrguer nomeada como Big King XXL, baseada no hambúrguer Whopper do BK. O Big King XXL faz parte de uma linha de hambúrgueres maiores conhecida como "Linha BK XXL". a linha XXL foi o centro da controvérsia sobre os padrões de saúde dos produtos e a publicidade na Espanha quando foi lançada pela primeira vez.